# Pilostyles ingae
Pilostyles ingae är en tvåhjärtbladig växtart som först beskrevs av Gustav Karl Wilhelm Hermann Karsten, och fick sitt nu gällande namn av Joseph Dalton Hooker. Pilostyles ingae ingår i släktet Pilostyles och familjen Apodanthaceae. Inga underarter finns listade i Catalogue of Life.